# Werkkabinet IV
Het Werkkabinet IV of Werkend Kabinet IV (Indonesisch: Kabinet Kerja IV) was een Indonesisch kabinet in de periode van geleide democratie, in de jaren 1963-1964. Het was het vierde kabinet waarin president Soekarno ook de rol van minister-president op zich had genomen.
Een groot deel van de ministers in het kabinet was hetzelfde als in het voorgaande Werkkabinet III. Twee belangrijke ministers waren echter in november 1963 overleden: eerste minister Djoeanda Kartawidjaja en minister van justitie Sahardjo. Hierop werd voor het nieuwe kabinet het ambt van eerste minister (menteri pertama) afgeschaft en de vice-eerste ministers werden in plaats daarvan vicepremiers. Net als in het vorige kabinet werden de ministers verdeeld in (in dit geval negen) thematische groepen. De thematische groepen werden in het Werkkabinet III geleid door een "vicepremier / coördinator", in dit nieuwe kabinet door een "coördinerend minister" (menteri koordinator).

## Vivere Pericoloso
Op 17 augustus 1964, precies 19 jaar na het uitroepen van de Indonesische onafhankelijkheid, hield president Soekarno een toespraak met de titel Tahun Vivere Pericoloso (afgekort Tavip), waarbij tahun Indonesisch is voor "jaar" en Vivere Pericoloso Italiaans voor "gevaarlijk leven". Soekarno noemde 1965 het "jaar van gevaarlijk leven" waarin ingezet zou worden op politieke en economische veranderingen. Hierbij moet gedacht worden aan onder andere de Konfrontasi (het conflict met Maleisië), maar ook binnenlandse wrijvingen als gevolg van bijvoorbeeld de opkomst van de Communistische Partij van Indonesië. Om klaar te zijn voor dit "jaar van gevaarlijk leven" hief Soekarno het Werkkabinet IV kort daarna op, en op 27 augustus 1964 begon het kabinet-Dwikora I. Het jaar 1965 zou heel anders lopen dan door Soekarno verwacht, met de mislukte staatsgreep (Kudeta), die het begin van het einde van de regeringsperiode van Soekarno zou betekenen.

## Samenstelling

### Leiders van het kabinet
| Nr. | Ministerspost                         | Minister | Minister         | Partij   |
| --- | ------------------------------------- | -------- | ---------------- | -------- |
| 1   | Minister-president (tevens president) |          | Soekarno         |          |
| 2   | Vicepremier I                         |          | Soebandrio       |          |
| 3   | Vicepremier II                        |          | Johannes Leimena | Parkindo |
| 4   | Vicepremier III                       |          | Chaerul Saleh    | Murba    |

### Buitenlandse Zaken
| Nr. | Ministerspost                                                                         | Minister | Minister   | Partij |
| --- | ------------------------------------------------------------------------------------- | -------- | ---------- | ------ |
| 5   | Coördinerend Minister van Buitenlandse Zaken en Buitenlandse Economische Betrekkingen |          | Soebandrio |        |

### Recht en Binnenlandse Zaken
| Nr. | Ministerspost                                         | Minister                            | Minister                                               | Partij |
| --- | ----------------------------------------------------- | ----------------------------------- | ------------------------------------------------------ | ------ |
| 6   | Coördinerend Minister van Recht en Binnenlandse Zaken |                                     | Wirjono Prodjodikoro                                   |        |
| 7   | Minister van Binnenlandse Zaken                       |                                     | Ipik Gandamana                                         | IPKI   |
| 8   | Minister van Justitie                                 |                                     | Wirjono Prodjodikoro (ad-interim, tot 9 december 1963) |        |
| 8   | Minister van Justitie                                 | Astrawinata (vanaf 9 december 1963) |                                                        |        |
| 9   | Minister / Voorzitter van het Hooggerechtshof         |                                     | Wirjono Prodjodikoro                                   |        |
| 10  | Procureur-generaal                                    |                                     | Kadarusman                                             |        |

### Defensie en Veiligheid
| Nr. | Ministerspost                                    | Minister                                         | Minister                                    | Partij |
| --- | ------------------------------------------------ | ------------------------------------------------ | ------------------------------------------- | ------ |
| 11  | Coördinerend Minister van Defensie en Veiligheid |                                                  | Abdul Harris Nasution                       | IPKI   |
| 12  | Minister / Stafchef van de landmacht             |                                                  | Ahmad Yani                                  |        |
| 13  | Minister / Stafchef van de marine                |                                                  | Eddy Martadinata                            |        |
| 14  | Minister / Stafchef van de luchtmacht            |                                                  | Omar Dhani                                  |        |
| 15  | Minister / Hoofd van de politie                  |                                                  | Soekarno Djojonegoro (tot 29 december 1963) |        |
| 15  | Minister / Hoofd van de politie                  | Soetjipto Danoekoesoemo (vanaf 30 december 1963) |                                             |        |

### Financiën
| Nr. | Ministerspost                                  | Minister                          | Minister                          | Partij |
| --- | ---------------------------------------------- | --------------------------------- | --------------------------------- | ------ |
| 16  | Coördinerend Minister van Financiën            |                                   | Soemarno                          | PNI    |
| 17  | Minister van Inkomsten, Betalingen en Toezicht |                                   | Mohammad Hasan                    |        |
| 18  | Minister van de Staatsbegroting                |                                   | Arifin Harahap                    |        |
| 19  | Minister voor Centrale Bank-zaken              |                                   | T. Jusuf Muda Dalam               | PNI    |
| 20  | Minister van Bank- en Kapitaalzaken            |                                   | Dr. Suharto (tot 1 augustus 1964) |        |
| 20  | Minister van Bank- en Kapitaalzaken            | JD Massie (vanaf 1 augustus 1964) |                                   |        |

### Ontwikkeling
| Nr. | Ministerspost                                 | Minister | Minister                      | Partij |
| --- | --------------------------------------------- | -------- | ----------------------------- | ------ |
| 21  | Coördinerend Minister van Ontwikkeling        |          | Chaerul Saleh                 | Murba  |
| 22  | Minister van Basisindustrie en Mijnbouw       |          | Chaerul Saleh                 | Murba  |
| 23  | Minister van Volksindustrie                   |          | Abdul Azis Saleh              |        |
| 24  | Minister van Openbare Werken en Energie       |          | Suprajogi                     |        |
| 25  | Minister van Nationaal Onderzoek              |          | Soedjono Djoened Poesponegoro |        |
| 26  | Minister van Arbeid                           |          | Ahem Erningpradja             |        |
| 27  | Minister van Nationale Ontwikkelingsplanning  |          | Soeharto Sastrosoeyoso        | PNI    |
| 28  | Minister van Veteranenzaken en Demobilisering |          | Sambas Atmadinata             |        |

### Agrarische Ontwikkeling
De minister van landbouw, Sadjarwo, was onderdeel van de thematische ministersgroep van ontwikkeling. Per 3 juni 1964 werd een aparte thematische groep voor agrarische ontwikkeling opgezet met Sadjarwo als coördinerend minister. Er werden nieuwe ministers aangesteld voor tuinbouw, bosbouw, visserij en landzaken.
| Nr. | Ministerspost                                                  | Minister | Minister           | Partij |
| --- | -------------------------------------------------------------- | -------- | ------------------ | ------ |
| 29  | Coördinerend Minister van Agrarische Ontwikkeling en Landzaken |          | Sadjarwo           | BTI    |
| 30  | Minister van Landbouw (vanaf 3 juni 1964)                      |          | Sadjarwo           | BTI    |
| 31  | Minister van Tuinbouw (vanaf 3 juni 1964)                      |          | Frans Seda         | PK     |
| 32  | Minister van Bosbouw (vanaf 3 juni 1964)                       |          | Soedjarwo          |        |
| 33  | Minister van Visserij en Zeebeheer (vanaf 3 juni 1964)         |          | Hamzah Atmohandojo |        |
| 34  | Minister van Landzaken (vanaf 3 juni 1964)                     |          | Rudolf Hermanses   |        |

### Distributie
| Nr. | Ministerspost                                                   | Minister | Minister         | Partij   |
| --- | --------------------------------------------------------------- | -------- | ---------------- | -------- |
| 35  | Coördinerend Minister van Distributie                           |          | Johannes Leimena | Parkindo |
| 36  | Minister van Handel                                             |          | Adam Malik       | Murba    |
| 37  | Minister van Transmigratie, Coöperaties en Dorpsontwikkeling    |          | Achmadi          |          |
| 38  | Minister van Grondtransport, Post, Telecommunicatie en Toerisme |          | Hidajat          |          |
| 39  | Minister van Zeevaart                                           |          | Ali Sadikin      |          |
| 40  | Minister van Luchtvaart                                         |          | R. Iskander      |          |

### Welvaart
| Nr. | Ministerspost                              | Minister | Minister             | Partij       |
| --- | ------------------------------------------ | -------- | -------------------- | ------------ |
| 41  | Coördinerend Minister van Welvaart         |          | Muljadi Djojomartono | v/h Masjoemi |
| 42  | Minister van Godsdienst                    |          | Saifuddin Zuhri      | NU           |
| 43  | Minister van Sociale Zaken                 |          | Rusiah Sardjono      |              |
| 44  | Minister van Gezondheid                    |          | Satrio               |              |
| 45  | Minister van Onderwijs en Cultuur          |          | Prijono              | Murba        |
| 46  | Minister van Hoger Onderwijs en Wetenschap |          | Thoyib Hadiwidjaja   |              |
| 47  | Minister van Sport                         |          | Maladi               |              |
| 48  | Minister van Verhoudingen met Oelama's     |          | Fattah Jasin         | NU           |

### Verhoudingen met het Volk
| Nr. | Ministerspost | Minister | Minister          | Partij |
| --- | --- | -------- | ----------------- | ------ |
| 49  | Coördinerend Minister van Verhoudingen met het Volk                                                                 |          | Roeslan Abdulgani | PNI    |
| 50  | Minister van Informatie                                                                                             |          | Roeslan Abdulgani | PNI    |
| 51  | Minister van Verhoudingen met de Volksvertegenwoordigingsraad, het Raadgevend Volkscongres en het Hoge Adviesorgaan |          | W.J. Rumambi      |        |
| 52  | Minister / Secretaris-Generaal van het Nationaal Front                                                              |          | Soedibjo          | PSII   |

### Overige ministers
| Nr. | Ministerspost                                                                  | Minister | Minister                                           | Partij |
| --- | ------------------------------------------------------------------------------ | -------- | -------------------------------------------------- | ------ |
| 53  | Minister / Adviseur van de President / Eerste Minister voor Fondsenmobilisatie |          | Notohamiprodjo                                     |        |
| 54  | Minister van Staat / Adviseur van de President                                 |          | Iwa Koesoemasoemantri                              |        |
| 55  | Minister van Staat / Adviseur van de President                                 |          | Oei Tjoe Tat (vanaf 9 december 1963)               |        |
| 56  | Minister / Militair Adviseur van de President                                  |          | Soerjadi Soerjadarma                               |        |
| 57  | Minister-Staatssecretaris                                                      |          | Mohammad Ichsan (vanaf 13 december 1963)           |        |
| 58  | Minister-Staatssecretaris voor het Presidium                                   |          | Abdulwahab Surjadiningrat (vanaf 13 december 1963) |        |
| 59  | Minister / Adviseur van de President voor Binnenlandse Veiligheid              |          | Soekarno Djojonegoro                               |        |
| 60  | Minister / Voorzitter van de Financiële Controlecommissie                      |          | Hamengkoeboewono IX                                |        |

### Beambten met de status van minister
| Nr. | Ministerspost                                                                              | Minister                 | Minister                               | Partij |
| --- | ------------------------------------------------------------------------------------------ | ------------------------ | -------------------------------------- | ------ |
| 61  | Voorzitter van het Tijdelijke Raadgevend Volkscongres (MPRS)                               |                          | Chaerul Saleh (vanaf 22 november 1963) | Murba  |
| 62  | Voorzitter van de Volksvertegenwoordigingsraad voor "Wederzijdse Hulp" (DPR-GR)            |                          | Arudji Kartawinata                     |        |
| 63  | Vicevoorzitter van het Hoge Adviesorgaan (DPA)                                             |                          | Sartono                                | PNI    |
| 64  | Tweede Vicevoorzitter van het Hoge Adviesorgaan (DPA)                                      |                          | Sujono Hadinoto                        |        |
| 65  | Vicevoorzitters van het Tijdelijke Raadgevend Volkscongres (MPRS) (vanaf 22 november 1963) |                          | Ali Sastroamidjojo                     | PNI    |
| 65  | Vicevoorzitters van het Tijdelijke Raadgevend Volkscongres (MPRS) (vanaf 22 november 1963) |                          | Idham Chalid                           | NU     |
| 65  | Vicevoorzitters van het Tijdelijke Raadgevend Volkscongres (MPRS) (vanaf 22 november 1963) |                          | D.N. Aidit                             | PKI    |
| 65  | Vicevoorzitters van het Tijdelijke Raadgevend Volkscongres (MPRS) (vanaf 22 november 1963) | Wilujo Puspojudo         |                                        |        |
| 66  | Vicevoorzitters van de Volksvertegenwoordigingsraad voor "Wederzijdse Hulp" (DPR-GR)       |                          | Achmad Sjaichu                         |        |
| 66  | Vicevoorzitters van de Volksvertegenwoordigingsraad voor "Wederzijdse Hulp" (DPR-GR)       | IGG Subamia              |                                        |        |
| 66  | Vicevoorzitters van de Volksvertegenwoordigingsraad voor "Wederzijdse Hulp" (DPR-GR)       |                          | M.H. Lukman                            | PKI    |
| 66  | Vicevoorzitters van de Volksvertegenwoordigingsraad voor "Wederzijdse Hulp" (DPR-GR)       | Mursalin Daeng Mamangung |                                        |        |